# Philip Nelson (Physiker)
Philip Charles Nelson (* 22. November 1957 in Kansas City, Kansas) ist ein US-amerikanischer Theoretischer Physiker.
Nelson studierte Physik an der Princeton University mit dem Bachelor-Abschluss 1980, erhielt 1981 einen Mathematikabschluss an der Universität Cambridge und 1983 den Master-Abschluss an der Harvard University, an der er 1984 bei Sidney Coleman promoviert wurde (Global conflicts). 1984 bis 1987 war er Junior Fellow in Harvard. 1987 wurde er Assistant Professor an der Boston University und 1988 Assistant Professor, 1991 Associate Professor und 1998 Professor an der University of Pennsylvania. Dort ist er seit 1998 auch Mitglied des Institute of Medicine and Engineering.
Er war 2000 Gastwissenschaftler am Weizmann-Institut und 1984 und 1994 am Institute for Theoretical Physics in Santa Barbara.
Nachdem er sich zunächst mit Stringtheorie und verwandten Theorien (Supergravitation, Supersymmetrie, Konforme Feldtheorien, Topologie von Anomalien in der Quantenfeldtheorie) und dabei verwendeten geometrischen Methoden befasste, wandte er sich später Themen der Biophysik zu, wie der Topologie und Elastizität von DNA, dynamischer Musterbildung, molekularen Motoren oder der statistischen Mechanik von biologischen Membranen.
Von 1988 bis 1991 war er Sloan Research Fellow. 2003 wurde er Fellow der American Physical Society. 2009 erhielt er den Emily Gray Prize der Biophysical Society.

## Schriften
- From Photon to Neuron: Light, Imaging, Vision. Princeton University Press, 2017
- Biological Physics: Energy, Information, Life. W. H. Freeman, 2004.
- Lectures on Strings and Moduli Space. In: Phys. Reports. 149, 1987, S. 337.